# Auguste Perret

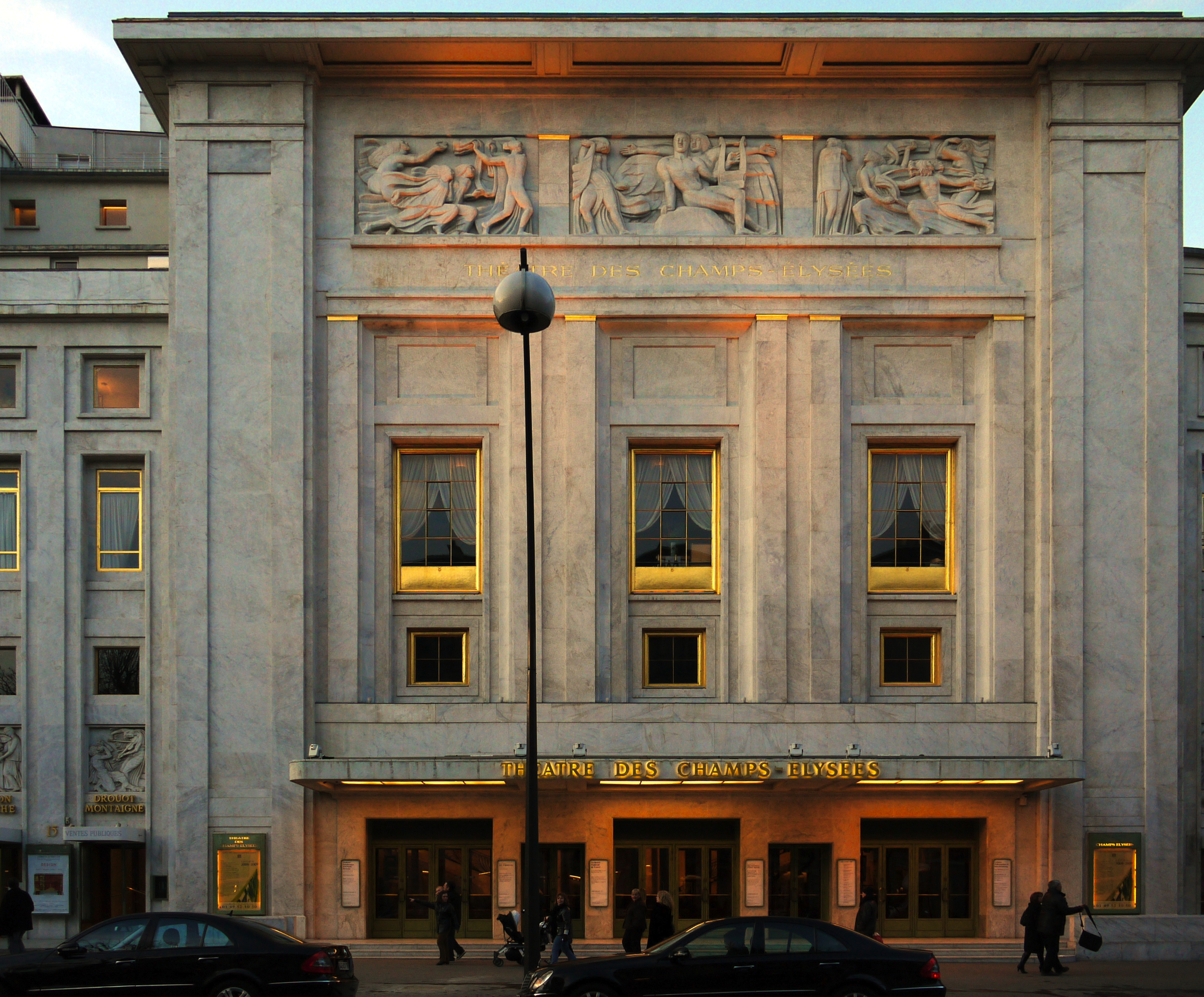
Divadlo Théâtre des Champs-Élysées v Paříži (1913)

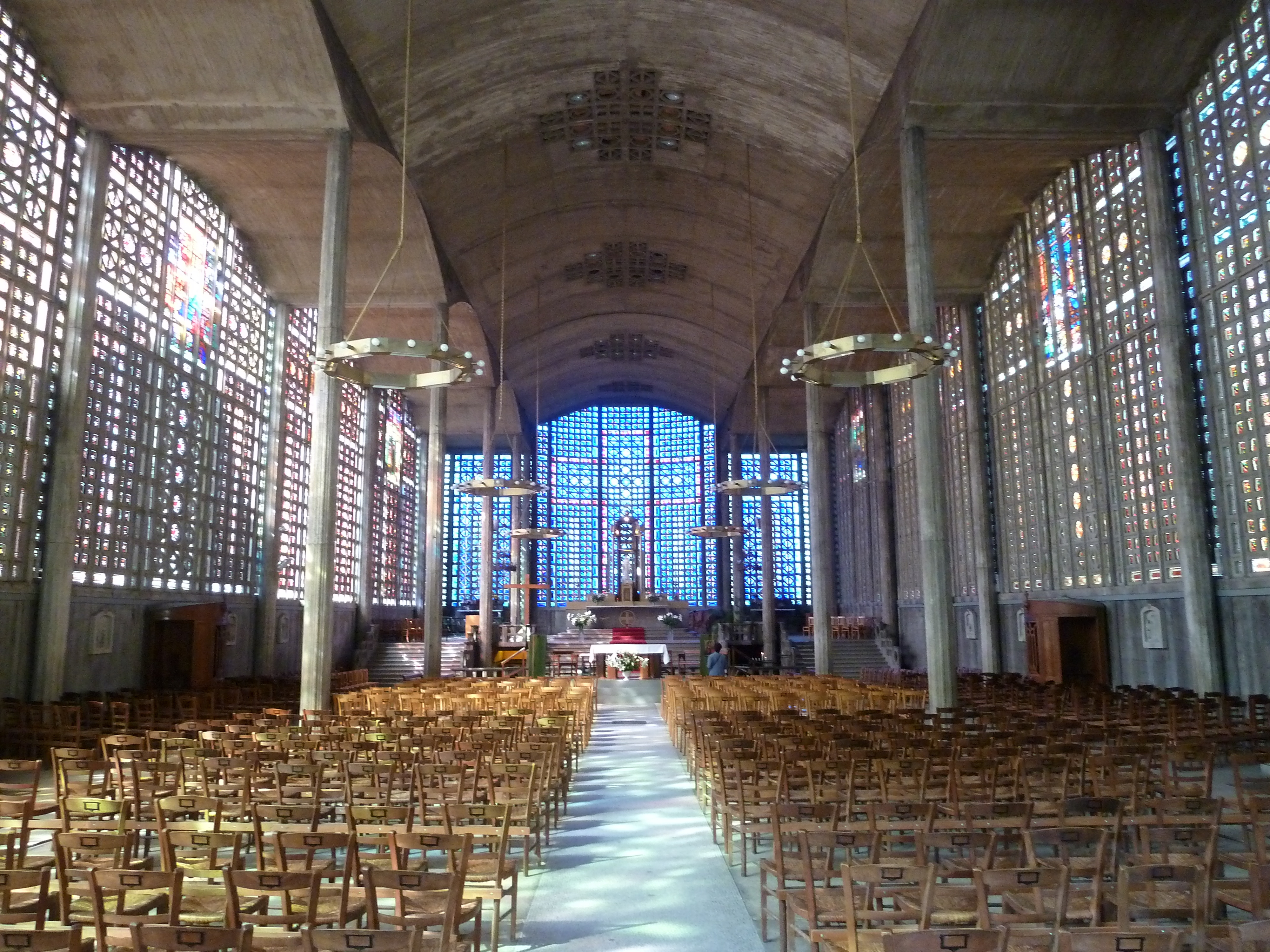
Kostel v Le Raincy (1923)

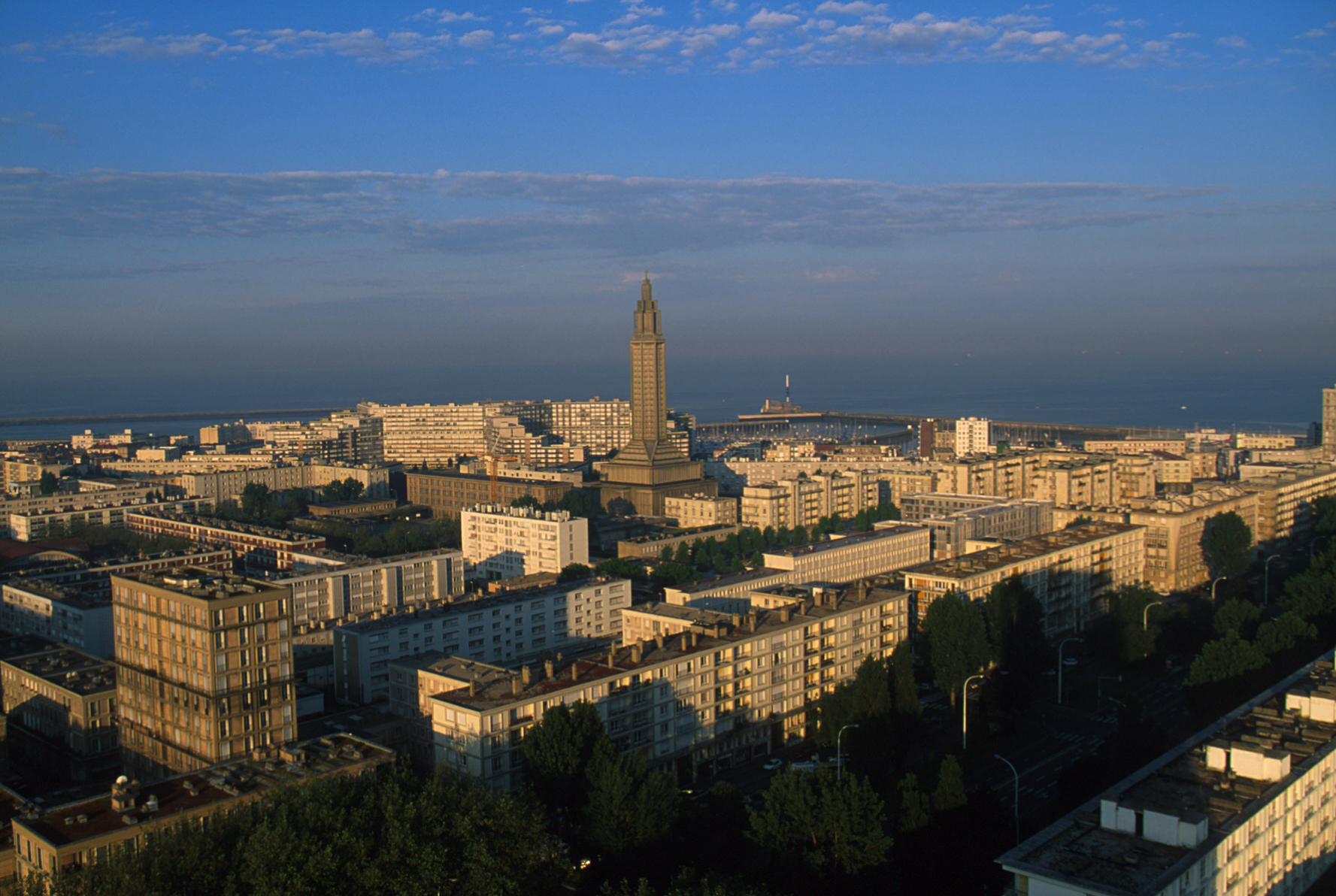
Nové centrum v Le Havre (1945–54)

Auguste Perret (12. února 1874 Ixelles u Bruselu – 25. února 1954 Paříž) byl francouzský moderní architekt, stavitel a urbanista, světový průkopník železobetonové architektury.

## Život a dílo
Narodil se ve stavitelské rodině, dva jeho bratři byli také stavitelé. V letech 1891–1901 studoval na École des beaux arts v Paříži, ale už od roku 1894 pracoval ve firmě svého otce, kde od roku 1900 začal projektovat železobetonové stavby. V jeho firmě byl zaměstnán také Le Corbusier. V letech 1911–1913 postavil divadlo na Champs-Élysées v Paříži a mnoho dalších. Od roku 1940 učil na École des beaux arts, v letech 1945–1954 byl pověřen vést obnovu válkou zničeného přístavu Le Havre a postavil Tour Perret v Amiens, první mrakodrap ve Francii. Osmiboká betonová věž kostela sv. Josefa v Le Havre (výška 105 m) připomíná maják a spolu s celým komplexem je od roku 2005 součástí Světového dědictví UNESCO.
Roku 1948 byl vyznamenán zlatou medailí britského Royal Institute of Architects a roku 1952 zlatou medailí American Institute of Architects.